# Wagiz Chidijatullin
Wagiz Nazirowicz Chidijatullin (ros. Вагиз Назирович Хидиятуллин, tat. Wağiz Nazir uğlı Hidiətullin, ur. 3 marca 1959 w Gubasze, obwód permski) – rosyjski piłkarz pochodzenia tatarskiego, najczęściej występujący jako obrońca, a także jako pomocnik, reprezentant Związku Radzieckiego, działacz piłkarski.
Wychowanek szkoły sportowej w Rostowie. Od 1976 do 1980 był zawodnikiem Spartaka Moskwa. W 1979 wywalczył mistrzostwo ZSRR. W 1980 popadł w konflikt z trenerem Spartaka Konstantinem Bieskowem i odszedł z drużyny. Został zawodnikiem CSKA Moskwa, w którym jednocześnie odbywał służbę wojskową. W 1982 z powodu kontuzji nie pojechał na mistrzostwa świata w Hiszpanii. W trakcie leczenia wyraził chęć powrotu do Spartaka, na co nie zgodziły się wojskowe władze CSKA. Został skierowany do innego klubu wojskowego – SKA-Karpat Lwów. Po odmowie dalszej gry dla Karpat został karnie przeniesiony do służby w oddziale wojsk pancernych. W międzyczasie odnowiła mu się kontuzja, która uniemożliwiła mu grę w piłkę przez kilka kolejnych miesięcy.
Wkrótce pogodził się z Bieskowem i w 1986 powrócił do zespołu Spartaka. W 1987 sięgnął po kolejny tytuł mistrza ZSRR. Rok później opuścił Związek Radziecki i w kolejnych sezonach bronił barw zespołów francuskich, m.in. Toulouse FC. W 1994 zakończył karierę piłkarską w barwach Dynama Moskwa.
Odniósł wiele sukcesów jako zawodnik juniorskiej, młodzieżowej i pierwszej reprezentacji Związku Radzieckiego. W 1976 zdobył mistrzostwo Europy drużyn do lat 18, a rok później mistrzostwo świata drużyn do lat 20. W 1980 zdobył brązowy medal igrzysk olimpijskich w Moskwie. W 1988 z pierwszą reprezentacją ZSRR zajął drugie miejsce na mistrzostwach Europy. Dwa lata później uczestniczył w Mundialu 1990. W latach 1978–1990 (z przerwą na lata 1982–1986) rozegrał 58 meczów w reprezentacji ZSRR, strzelił 6 goli.
Po zakończeniu kariery piłkarskiej w 1995 został przewodniczącym związku zawodowego piłkarzy i trenerów Rosji.